# Olivier Péray
Olivier Péray és un director de cinema francès.

## Biografia
Olivier Péray va completar els estudis superiors de matemàtiques al Lycée Louis-le-Grand de París. Es va convertir en enginyer de mines civils
Canviar radicalment l'activitat als 27 anys - "per llançar-me a una professió estranya que va començar, al final de l'escala, fent de conductor de Bernard Blier o Marlène Jobert", va escriure -, va començar la seva carrera al cinema a finals dels anys setanta.
Després va treballar com a ajudant de direcció, sobretot per a Claude Sautet, Jean-Claude Missiaen, Robert Bresson, Patrice Leconte, José Pinheiro i Christine Pascal ; va dirigir un primer curtmetratge el 1993, Gueule d'atmosphère, premiat en la 19a cerimònia dels Premis César amb el César al millor curtmetratge.
El seu primer llargmetratge, Petits Désordres amoureux, fou publicat el 1998.

## Filmografia

### Cinema
Curtmetratges
- 1993 : Gueule d'atmosphère
- 1995 : Double Express

Llargmetratge
- 1997 : Petits Désordres amoureux

### Televisió
- 2001 : Grosse bêtise - Ficció 90 min - M6
- 2003 : La vie quand même - Ficció 90 min - M6
- 2010 : Un soupçon d'innocence - Ficció 90 min - Françae 2 (director i coguionista)
- 2011 : Divorce et Fiançailles - Ficció 90 min - França 3
- 2015 : Au nom du fils - Ficció 97 min - Arte (director i coguionista)

## Premis
- César al millor curtmetratge als 19a cerimònia dels Premis César per Gueule d'atmosphère ;
- César al millor actor revelació per Bruno Putzulu a la 24a cerimònia dels Premis César per Petits Désordres amoureux ;
- Premi Pierrot per al cinema europeu jove per Petits Désordres amoureux al Festival Internacional de Cinema de Berlín 1998 (secció « Panorama »);[5]
- Gran premi d'interpretació femenina a Pascale Arbillot, pel seu paper a la pel·lícula de televisió Un soupçon d'innocence, al Festival de la ficció TV de La Rochelle de 2010.[6]